# (115950) Kocherpeter
(115950) Kocherpeter est un astéroïde de la ceinture principale.

## Description
(115950) Kocherpeter est un astéroïde de la ceinture principale. Il fut découvert le 18 novembre 2003 à Vicques par Michel Ory. Il présente une orbite caractérisée par un demi-grand axe de 2,59 UA, une excentricité de 0,23 et une inclinaison de 2,9° par rapport à l'écliptique. Il est nommé ainsi d’après Peter Kocher, lui-même découvreur de plus d’une centaine d’astéroïdes depuis l’Observatoire Naef, à Ependes.

## Compléments